# Айос-Козмас (мыс)
Айос-Козмас (греч. Άγιος Κοσμάς) — мыс залива Сароникос в Греции, в Элиниконе, южном пригороде Афин, к югу от бухты Фалирон в Аттике. Получил название от часовни святого Космы, которая находится на мысе. В древности назывался Колиада (Колиадский мыс, Κωλιάδα άκρα). Для соревнований по парусному спорту на летних Олимпийских играх 2004 года в Афинах южнее мыса был построен Олимпийский центр парусного спорта Айос-Козмас, который использовался также атлетами при подготовке к летним Олимпийским играм 2012 года в Лондоне. В районе Айос-Козмас расположены офисы и лаборатории Института морских биологических ресурсов и внутренних морских вод и часть Института морских биологических ресурсов, морских биотехнологий и аквакультуры в здании Греческого центра морских исследований.

## История

### Доисторический период
В раннеэлладский II период на мысе Айос-Козмас было основано поселение колонистами из Киклад. Однако в могилах не обнаружено керамики Киклад с линейными геометрическими узорами в виде заштрихованных треугольников, зубцов, так называемой рыбьей кости или елочного орнамента и со спиральным орнаментом. Даже в самом старом поселении был обнаружен только керамический осколок с полностью развитым спиралеобразным декором. В поселении вероятно также были жители с материка, как показывает преобладающая раннеэлладская керамика. Поселение жило в основном торговлей обсидианом. Строения относятся позднеэлладскому II периоду. Могильные сооружения соответствуют раннекикладской культуре, которая, однако, не знает ни склепов, ни множественных захоронений. Около 2000 года до н. э., в конце раннеэлладского III или начале среднеэлладского I периода, поселение было сожжено и заброшено.
Около 1450 года до н. э. (позднеэлладский II период) место было заселено микенскими поселенцами. Люди жили в основном за счёт извлечения пурпура из морских брюхоногих моллюсков — иглянок. Поселение процветало около 1200 года до н. э. Примерно в это же время произошёл ещё один катастрофический пожар, и вскоре (позднеэлладский III C период) место было окончательно покинуто.
Место доисторического поселения в основном застроено или уничтожено. Лишь небольшая часть с раннеэлладскими зданиями E, F, H и Мегарон M всё ещё свободно на территории ресторана ночного клуба Akrotiri Club к юго-западу от парковки. Находки находятся в доисторической коллекции Национального археологического музея в Афинах.

### Исторический период
У Колиадского мыса добывалась хорошая горшечная глина, изумруды и другие камни и известный аттический сил (лат. sil), золотистая краска вроде охры. На мысу находился храм Афродиты Колиады.
По Геродоту после гибели персидского флота при Саламине западный ветер принёс обломки кораблей к мысу Колиада и сбылось изречение афинского прорицателя Лисистрата: «Колиадские женщины будут жарить на вёслах».
К северу от мыса Колиады находился Галимунт, родина историка Фукидида.

#### Аттическая охра
У Колиадского мыса и в Лаврийских рудниках добывалась аттическая жёлтая охра. Диоскорид рекомендует брать именно её для медицинского использования. Витрувий и Плиний Старший сообщают, что аттическая охра — лучшая. Согласно Плинию Старшему цена аттического сила была 2 денария за либру (фунт, 327,45 грамм). Витрувий сообщает, что штукатуры подделывают аттическую охру, отваривая сушеную фиалку (viola), процеживая сок через полотно, затем смешивая с кретой (creta).
Вероятно, репутация «лучшей охры» закрепилась за аттическими глинами по причине их «позитивного» цвета, яркого и светло-жёлтого, «типично-солнечного». Традиционно Sil atticum (аттическая охра) оставалась основной, а иногда и единственной краской, которая употреблялась для изображения света (в противовес другим охрам, изображавшим тень).:191 Кроме того, репутация аттической охры поддерживалась тем, что она происходила из серебряных рудников. Витрувий, хорошо знакомый с техникой живописи современных ему римских художников, пишет, что жёлтые земли, называемые по-латыни силь, а по-гречески охра, добывались как ископаемые самородки, а лучшая охра (аттическая), добывалась из рудных жил охры, находившейся в афинских рудниках.:191

#### Колиадская глина
У Колиадского мыса добывалась белая глина высшего качества для гончарного производства. У Плутарха Колиада и Тенедос употребляются в переносном смысле: гончарные мастерские:

Колиада или Тенедос украсят твой стол глиняными сосудами, которые получше серебряных. Они не издают тяжелый и несносный запах лихвы, подобной ржавчине, которая беспрерывно подтачивает твое изобилие.— Плутарх. О том, что не следует делать долгов
Афиней цитирует Эратосфена из послания к Агетору Лаконскому:

В честь богов выставляли кратер, но не серебряный и не украшенный драгоценными камнями, а выделанный из колиадской глины, и когда он был полон, то для богов совершали возлияние фиалом, а для себя потом черпали свежее вино кимбием, как теперь у вас в Спарте на повзводных трапезах. И только если им хотелось пить сверх этого, они выставляли котилы, прекрасные и удобные для питья, однако сделанные все из той же глины.— Афиней. Пир мудрецов. XI

#### Культ Колиады
На мысе Колиада древние греки поклонялись одноимённому женскому божеству. Позже её имя было присвоено Афродите и отождествлено с ней, священная статуя Афродиты Колиады находилась в том же месте. Жрица богини занимала почетное место в театре Диониса, упоминается особый род (Κωλιείς), который наследовал привилегию священства богини. Согласно афинской мифологии, при основании первого храма Афродиты Колиады тирренские пираты захватили там красивого подростка, чьи руки и ноги (κώλα — конечности) были связаны, чтобы затем взять его с собой. Но дочь вождя влюбилась в молодого человека и освободила его, он с благодарностью построил там первый храм, посвященный Афродите. В древние времена этимологически это название было связано, как уже упоминалось, с др.-греч. κῶλον (член тела, нога, рука, конечность), некоторые даже считали, что мыс имеет форму человеческой ступни. Другие этимологию названия связывали с κωλῆ (бедро), потому что согласно другой легенде птица, во время жертвоприношения, вырвала бедро из туши на алтаре и уронила его на мыс. Афродиту Колиаду считали покровительницей женщин, способных рожать, и ей поклонялись аттические женщины в храме на мысе вместе с так называемыми богинями Генетиллидами (Γενετυλλίς), женскими божествами зачатия и родов. Отсюда, как свидетельствуют надписи архаического периода, культ распространился на Эгину и Самофракию.

## Раскопки

### Поселение

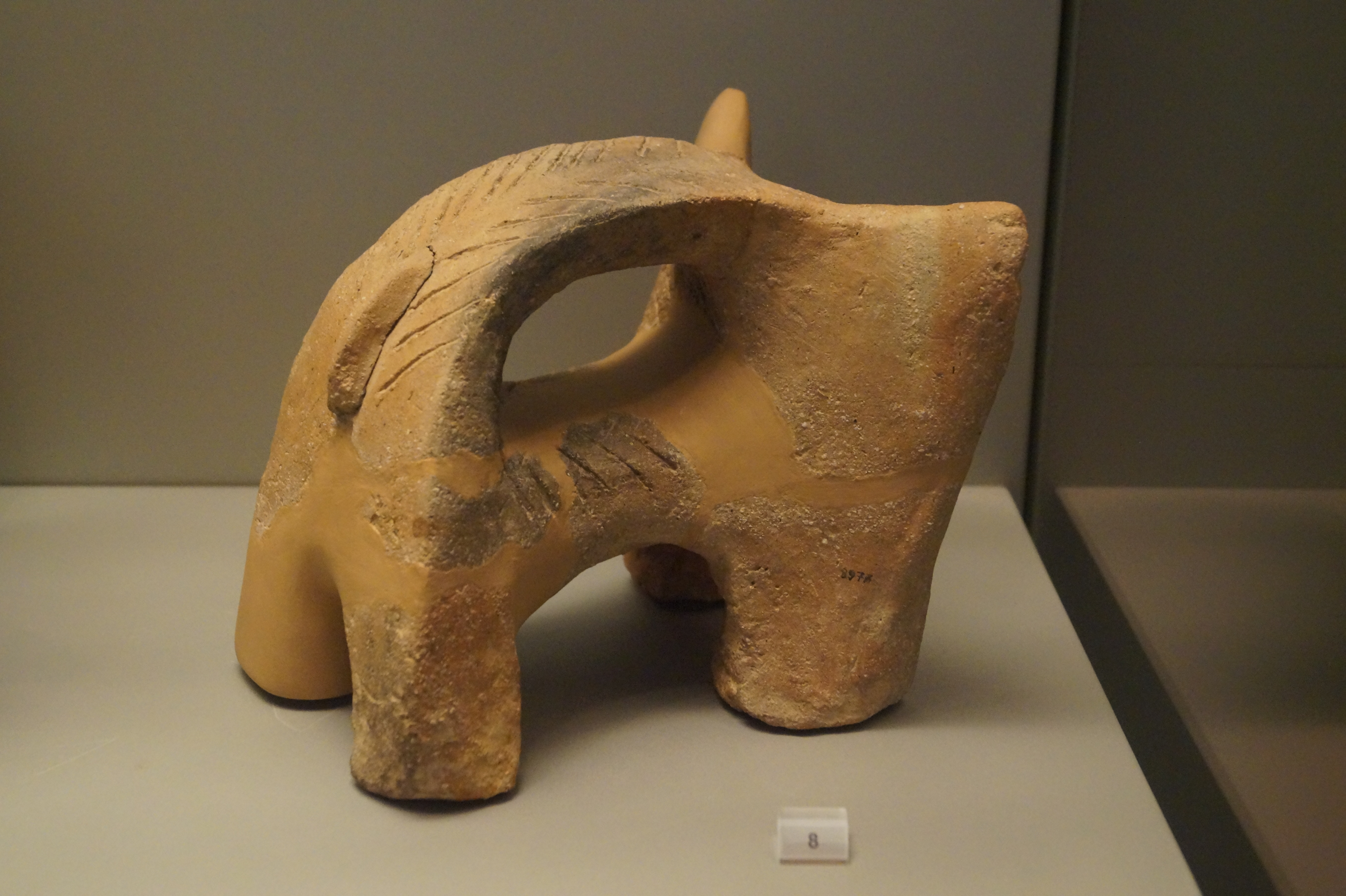
Глиняное четырёхногое изделие неизвестного назначения с кладбища ранней бронзы на мысу Айос-Козмас. Национальный археологический музей

В 1930—1931 гг. на мысу провёл раскопки Георгиос Милонас. Он обнаружил доисторическое поселение и два кладбища. Начало Второй мировой войны помешало дальнейшим исследованиям. Во время оккупации Греции странами «оси» на мысе Айос-Козмас вермахтом была построена зенитная позиция, частично уничтожив древние остатки. Только в декабре 1952 года Милонас провёл дальнейшие исследования.

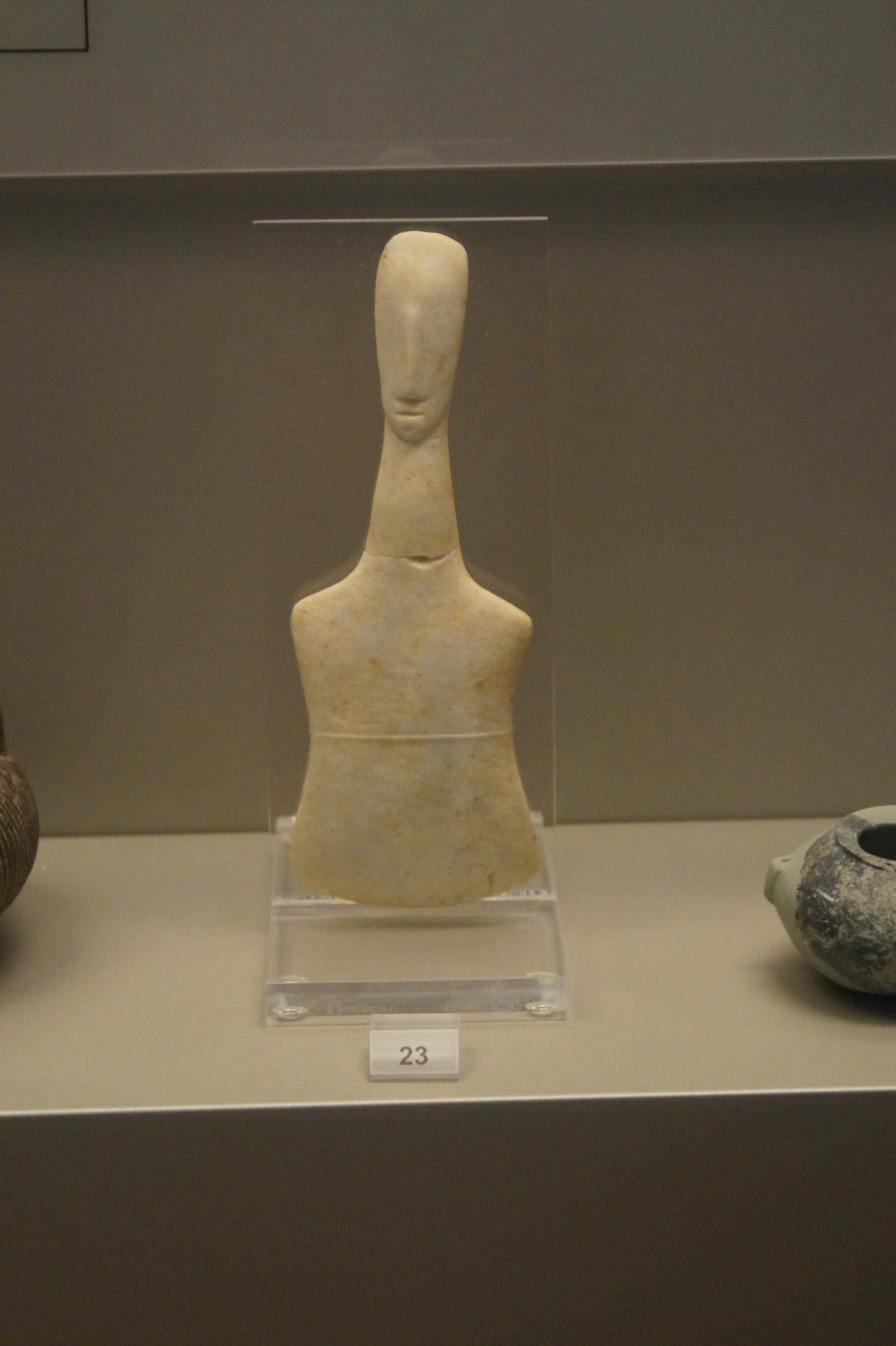
Мраморная кикладская фигурка с кладбища ранней бронзы на мысу Айос-Козмас. Национальный археологический музей. Вероятно сломана нарочно.

Древнейшее поселение датируется раннеэлладским II периодом. На ранней фазе найдено пять ям-ботросов (βόθρος), три из которых круглые и две — овальные. В них нашли кости коз, овец и свиней и глиняные черепки, из которых можно собрать почти полные сосуды. Для чего ямы служили, неизвестно. Возможно, это хранилища.
На следующей фазе найдены остатки зданий. Стены толщиной 0,75 м сохранились на высоту до 1 м и преимущественно сделаны из мелких камней. Частично сохранившееся завершение каменного цоколя выполнено из плоских каменных плит. Далее стены выложены необожжённым кирпичом. Дома имели парадный двор, часто вымощенный каменными плитами, и две или более расположенные друг за другом комнаты. Входы в помещения располагались не посередине, а сбоку, имели ширину около 0,95 м и слегка сужались к верху. Обнаруженные дверные петли подтверждают, что входы закрывались дверьми. Хорошо сохранившийся Дом E состоял из двора и двух комнат. Он был 10,30 м в длину и 5,80 м в ширину. Внутри нашли пифос, повреждённый еще в древности и отремонтированный свинцовыми скобами. Дома были распределены по кварталам. Между ними пролегали улицы шириной около 1,40 м, вымощенные черепками и каменными плитами. Полы состояли из утрамбованной глины и время от времени покрывались новым слоем. Кроме того, здания частично подверглись перестройке. Таким образом, вторая фаза может быть разделена на несколько слоёв. В верхнем слое нашли обгоревшие и обугленные остатки. Во всем ареале раннеэлладских слоев найдены обсидиановые лезвия и осколки. Масштабы поселения определить не удалось, так как на юге, западе и севере местность была изменена эрозией, а на перешейке раннеэлладский слой находится ниже уровня моря.
Над последним раннеэлладским слоем находится слой песка 15 см, когда место было необитаемым. В позднеэлладский II период (около 1450 до н. э.) место заняли представители микенской культуры. Город процветал в позднеэлладский III период. Поселение занимало весь полуостров. Мегарон M построен над Домом E раннеэлладского периода, его ширина составляла 4,50 м, длина — около 8,20 м, и вероятно он имел навес, опирающийся на две колонны. Две детские могилы были найдены под полом Мегарона М и еще две на прилегающей территории. Мегарон N был найден на юго-востоке поселения. Многие здания плохо сохранились. Микенские руины также найдены на скале к юго-западу от мыса Айос-Козмас, которая в древности была связана с материком. На более позднем этапе поселение было окружено циклопической крепостной стеной. Обнаружены следы пожара незадолго до того, как поселение было заброшено.

### Кладбища
Георгиос Милонас обнаружил на перешейке 2 кладбища раннеэлладского периода с 32 могилами на северо-востоке и 7 могилами на юго-востоке. Могилы двух типов. Вероятно более старые могилы — каменные ящики из вертикальных каменных плит, накрытых каменными плитами. Они имеют трапециевидную форму и имеют вход и короткий дромос в сторону поселения, который закрыт каменной плитой. Однако, поскольку вход часто имеет ширину всего около 0,45 м и высоту 0,40 м, вероятно это всего лишь ложная дверь, и мёртвые были помещены в могилы сверху. Существовали также небольшие прямоугольные гробницы для захоронения детей. Второй, возможно, более молодой тип могилы полукруглый или в форме подковы. Боковые стенки выполнены из мелких камней и слегка наклонены внутрь. У них также есть вход и дромос в сторону поселения, который закрыт каменной плитой. Только вход в гробницу 22 не ориентирован на поселение. Это отклонение вероятно связано с недостатком места. Второй тип могилы также накрыт каменными плитами. Тем не менее, они расположены так, что в середине остается небольшое отверстие. Чтобы они не упали в могилу, каменные плиты были утяжелены снаружи нагромождёнными маленькими камнями. Отверстие посередине также было накрыто каменной плитой.
Когда могилы были достаточно большими, мёртвые лежали на спине в могиле. Однако большинство могил были слишком короткими, так что мёртвые лежат в согнутом состоянии на левом или правом боку с более или менее согнутыми ногами. Одна рука находилась перед ртом, другая на груди или рядом с телом. Как и в кикладских захоронениях, голова лежала на камнях, которые служили подушками. Эти могилы являются семейными могилами. Это означает, что они использовались для дальнейших захоронений в течение длительного периода времени. Старые похороненные сдвигались, чтобы освободить место для новых захоронений в середине. На основании расположения костей можно утверждать, что это также произошло до того, как ранее захороненное тело полностью распалось. Три могилы 4, 8 и 14 очевидно служили оссуариями. Мёртвые были похоронены рядом с ними, и когда они были полностью распались, кости были собраны в могилах. В могиле 11 была найдена круглая яма, которая была истолкована как ботрос для жертвоприношений.

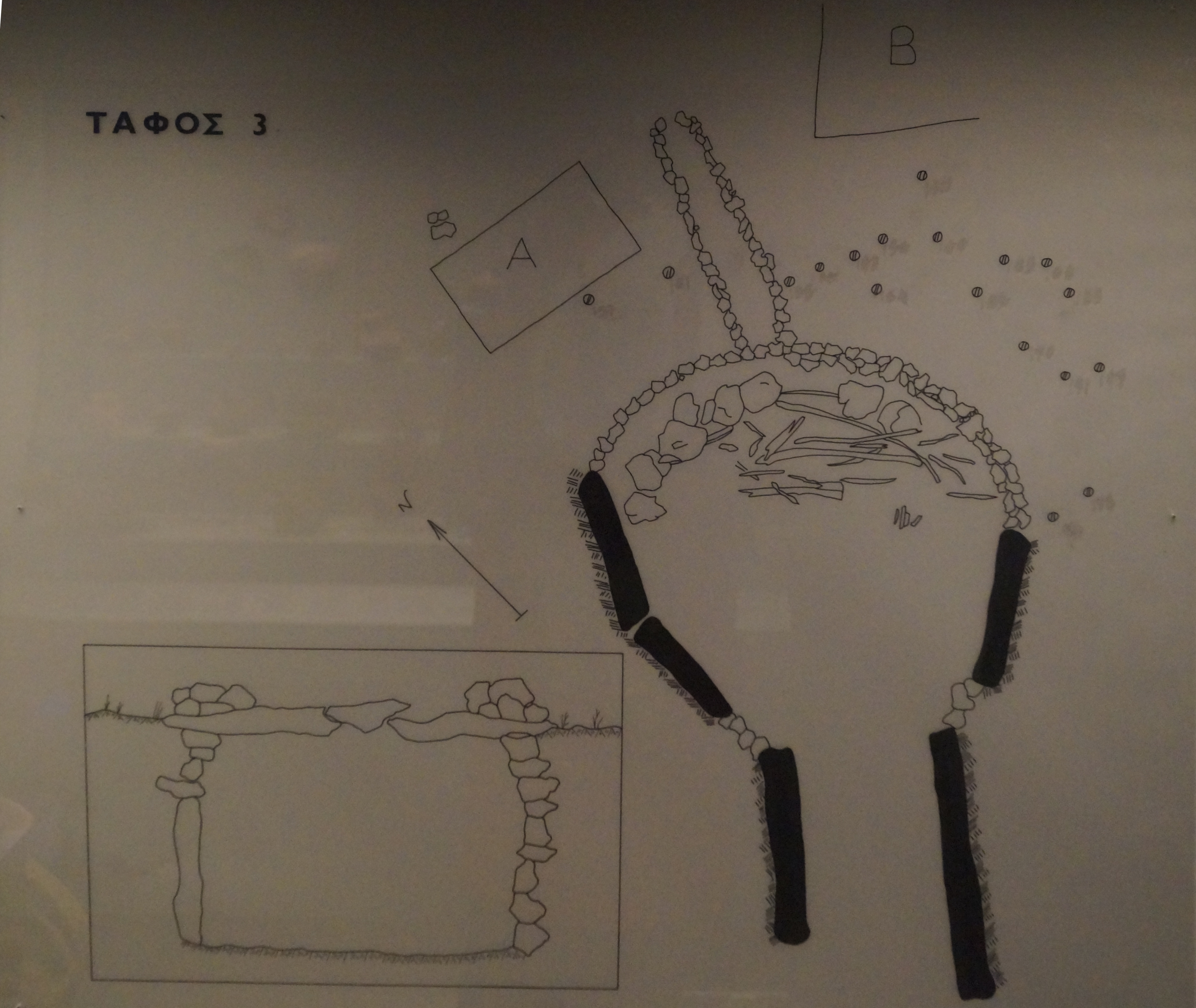
План могилы 3 раннеэлладского кладбища на мысе Айос-Козмас

В могилах почти не было найдено погребального инвентаря. На двух кладбищах был обнаружен только один металлический предмет — пинцет из бронзы. Керамика примерно соответствует найденной в раннеэлладском поселении. Тем не менее, археологи предположили, что часто использовались в качестве надгробий старые глиняные горшки, которые больше не использовались в поселении. могилах обнаружена раннеэлладская и раннекикладская керамика, в том числе три ручки кикладских сосудов и одна кикладская пиксида, украшенная резными узорами и заполненная обсидиановыми клинками и осколками. Также были найдены керамические артефакты, напоминающие слонов. Они, вероятно, служили опорами для шампуров. Некоторые керамические сосуды были обожжены очень плохо и вероятно были произведены как погребальный инвентарь. Могила 3 выделяется из всех могил. Она имеет круглую форму, а боковые стены были построены частично из небольших камней и частично из каменных плит. Она накрыта как полукруглые могилы, и в отличие от раннеэлладских захоронений, состав могилы соответствовал составу кикладских захоронений. В могиле 4 был найден сломанный кикладский идол. Вероятно идол был преднамеренно сломан по ритуальным причинам, как это практиковалось и на Кикладах.
Позднеэлладское кладбище ещё не обнаружено.